# Åmose, Tissø, Halleby Å og Flasken
Åmose, Tissø, Halleby Å og Flasken este o arie protejată (arie specială de conservare — SAC, sit de importanță comunitară — SCI) din Danemarca întinsă pe o suprafață de 3.262 ha, integral pe uscat.

## Localizare
Centrul sitului Åmose, Tissø, Halleby Å og Flasken este situat la coordonatele 55°34′36″N 11°17′14″E / 55.576667°N 11.287222°E.

## Înființare
Situl Åmose, Tissø, Halleby Å og Flasken a fost declarat sit de importanță comunitară în mai 1998 pentru a proteja 4 specii de animale. Situl a fost protejat și ca arie specială de conservare în decembrie 2011.

## Biodiversitate
Situată în ecoregiunile continentală și marină baltică, aria protejată conține 22 de habitate naturale: Păduri de fag Asperulo-Fagetum, Păduri de stejar sau de stejar și carpen sub-atlantice și medio-europene de Carpinion betuli, Păduri aluvionare cu Alnus glutinosa și Fraxinus excelsior (Alno-Padion, Alnion incanae, Salicion albae), Salicornia și alte specii anuale care populează regiunile mlăștinoase și nisipoase, Estuare, Dune de coastă fixe cu vegetație erbacee („dune gri”), Pășuni continentale udate de apa mării, Pajiști uscate seminaturale și facies de acoperire cu tufișuri pe substraturi calcaroase (Festuco-Brometalia) (* situri importante pentru orhidee), Ape puternic oligomezotrofe cu vegetație bentonică cu Chara spp., Lagune de coastă, Lacuri eutrofice naturale cu vegetație de tip Magnopotamion sau Hydrocharition, Mlaștini alcaline, Mlaștini împădurite, Pășuni atlantice udate de apa mării (Glauco-Puccinellietalia maritimae), Vegetație perenă pe țărmurile stâncoase, Formațiuni ierboase bogate în specii de Nardus, dezvoltate pe substraturi silicioase în zone montane (și în zone submontane, în Europa continentală), Ape stătătoare oligotrofe până la mezotrofe, cu vegetație de Littorelletea uniflorae și/sau de Isoëto-Nanojuncetea, Pajiști cu Molinia pe soluri calcaroase, turboase sau argilos-nămoloase (Molinion caeruleae), Pajiști uscate europene, Pajiști calcaroase din nisipuri xerice, Cursuri de apă de la nivel de câmpie la nivel montan, cu vegetație Ranunculion fluitantis și Callitricho-Batrachion, Pajiști umede nord-atlantice cu Erica tetralix.
La baza desemnării sitului se află mai multe specii protejate:
- amfibieni (1): triton cu creastă (Triturus cristatus)
- mamifere (1): vidră de râu (Lutra lutra)
- nevertebrate (1): Vertigo angustior
- pești (1): zvârluga (Cobitis taenia)